# Индычий
Индычий — хутор в Петропавловском районе Воронежской области.
Входит в состав Старомеловатского сельского поселения.

## Население
| 2010 |
| ---- |
| 539  |

## Улицы
| - ул. Вишнёвая, - ул. Высокая, - ул. Зелёная, - ул. Куйбышева, | - ул. Подгорная, - ул. Спортивная, - ул. Школьная, |